# Anagrus scassellatii
Anagrus scassellatii is een vliesvleugelig insect uit de familie Mymaridae. De wetenschappelijke naam is voor het eerst geldig gepubliceerd in 1930 door Paoli.